# Parco nazionale marino di Kisite-Mpunguti
Il Parco nazionale marino di Kisite-Mpunguti è una area naturale protetta del Kenya istituita nel 1973 (Ksite) e 1978 (Mpunguti) che riguarda l'area marina intorno alle isole suddette. Si trova nell'Oceano Indiano al largo della costa meridionale del Kenya, a sud del villaggio di Shimoni nella contea di Kwale.

## Storia del parco
Nel 1973 venne istituito il Parco Nazionale marino di Kisite (KMNP), i cui confini vennero ridefiniti e allargati nel 1976. Nel 1978 venne definita la Riserva Nazionale Marina di Mpunguti (MMNR) a seguito di controversie locali sulla perdita di zone di pesca causata dalla creazione del Parco Nazionale. Oggi il complesso costituito da KMNP e MMNR è gestito Kenya Wildlife Service (KWS) da una sede continentale presso il villaggio di Shimoni, usando un avamposto sull'isola di Mpunguti ya Chini come base per le pattuglie. Sebbene i ricavi vengano raccolti a livello del singolo parco, tutti vengono rimessi direttamente alla sede centrale del KWS, che stabilisce i budget e assegna i fondi a KMNP e MMNR.
Le due aree protette di Kisite e Mpunguti, sebbene amministrate come un unico complesso, sono soggette a diversi regimi di conservazione. Nel KMNP più grande non è consentito alcun utilizzo economico, mentre nelle MMNR sono permesse attività di pesca con metodi tradizionali. Le attività turistiche di immersione e snorkeling si svolgono sia in KMNP che in MMNR.

## Territorio

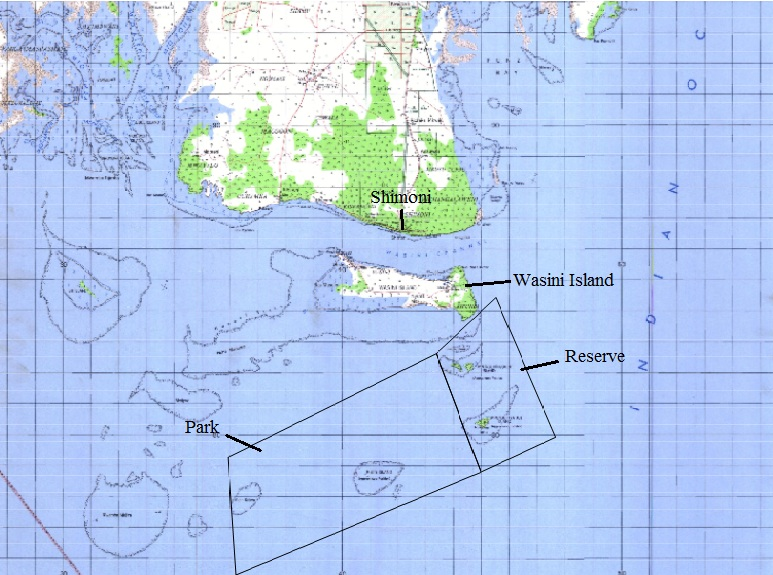
Area del parco dei Kisite-Mpunguti

Il parco nazionale marino di Kisite-Mpunguti occupa una superficie di 39 km², di cui 28 km² relativi al parco nazionale di Kisite e 11 km² relativi alla riserva marina di Mpunguti. 
Il parco di Kisite è composto dall'isola omonima, dalla barriera corallina di Mako Kokwe e dalle loro acque aperte circostanti. La riserva di Mpunguti è formata dalle due isole coralline di Mpunguti superiore (Mpunguti ya Juu) e Mpunguti inferiore (Mpunguti ya Chini) e le acque circostanti. Questo complesso, chiamato anche Kisite Mpunguti Marine Conservation Area (KMMCA) si trova a circa 10 km al largo della costa meridionale del Kenya vicino a Shimoni, a sud dell'isola Wasini, nella contea di Kwale vicino al confine con la Tanzania.
L'isola di Kisite è un'area riconosciuta a livello internazionale come Important Bird Area per gli uccelli marini migratori.
Il clima è umido con temperature medie annue fra 22 e 34 °C e precipitazioni annue di circa 500 mm.

## Biodiversità

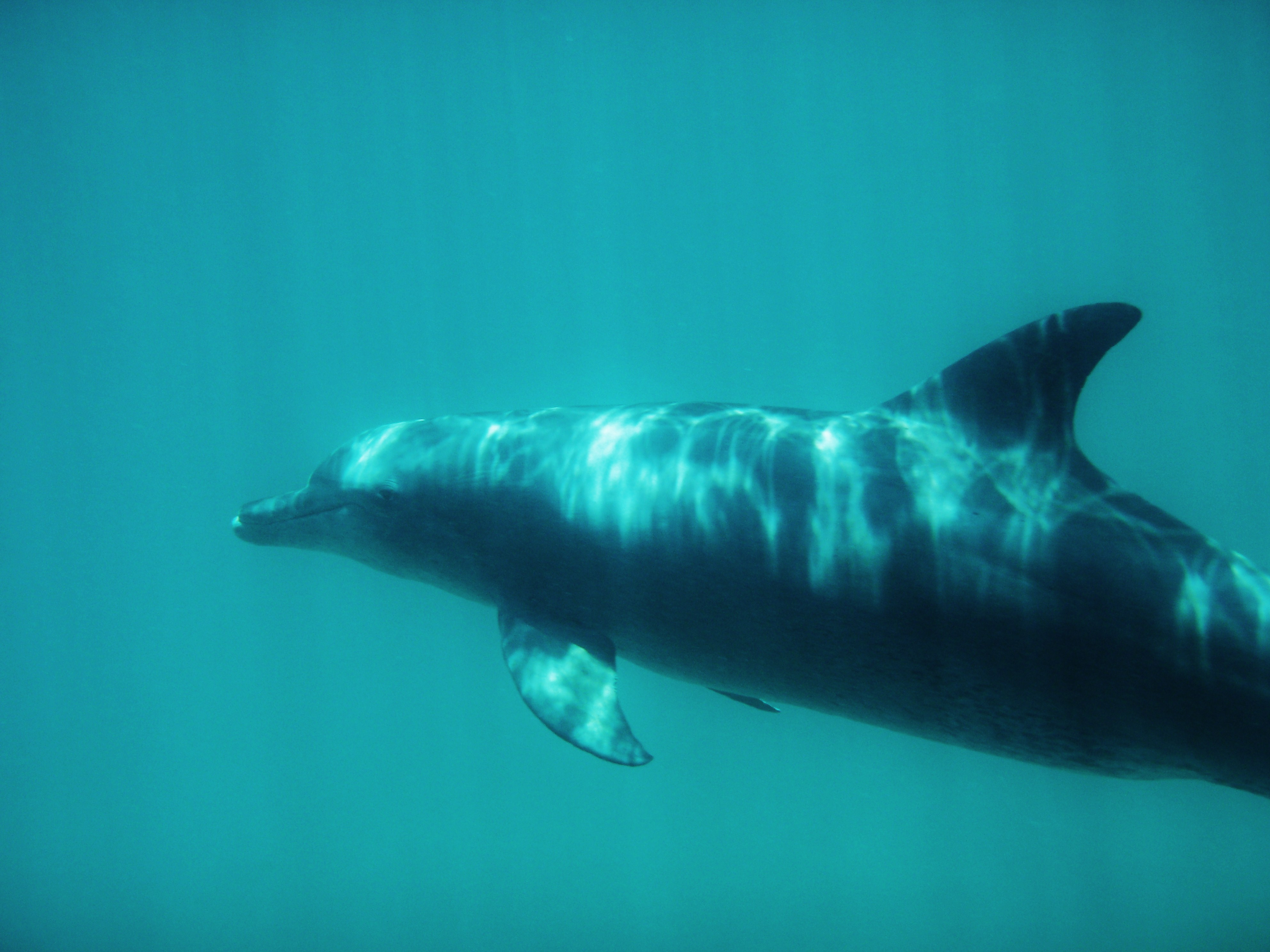
Nuotando con i delfini al Parco nazionale marino di Kisite-Mpunguti

L'area protetta marina di Kisite-Mpunugti è conosciuta per i suoi diversi ecosistemi e habitat fra cui barriere coralline, piante marine, mangrovie e supporta una ricca biodiversità di specie fra cui tartarughe marine, delfini, balene e specie di pesci della barriera corallina.
Gli avvistamenti accertati di mammiferi acquatici includono i delfini della specie Tursiops aduncus, Sousa chinensis e Stenella longirostris, la balena Megaptera novaeangliae e il dugongo a rischio estinzione Dugong dugon.
A partire dal 2008 nel parco si è registrato il ritorno delle tartaruge marine. Tra il 2008 e il 2010 sono stati segnalate centinaia di avvistamenti. Le principali specie osservate sono la tartaruga verde (Chelonia mydas) e la tartaruga embricata (Eretmochelys imbricata), entrambe attualmente indicate come minacciate di estinzione nella lista rossa IUCN delle specie minacciate di estinzione.
Un altro importante abitante del parco è il granchio del cocco (Birgus latro), il più grande artropode terrestre esistente. È endemico dell'area di Kisite-Mpunugti e si trova nell'Isola di Mpunguti inferiore.
Come detto in precedenza, l'isola di Kisite è una come Important Bird Area che svolge un ruolo fondamentale per il sostenimento di specie di uccelli pelagici e la nidificazione di uccelli marini. Tra luglio e ottobre l'isola ospita una significativa colonia riproduttiva di Sterna dougallii di cui sono state registrate fino a 1.000 coppie, anche se i numeri oscillano notevolmente di anno in anno. Anche la Sterna fuscata nidifica qui regolarmente insieme all' Egretta dimorpha.